# محمد أباد العليا (درميان)
محمد أباد العلیا (بالفارسية: محمدآباد علیا) هي مستوطنة تقع في إيران في قسم درمیان الريفي. يقدر عدد سكانها بـ 212 نسمة بحسب إحصاء 2016.